# André Hendrik Talma Stheeman
André Hendrik Talma Stheeman (Amsterdam, 3 februari 1930 − Horgen, 25 oktober 2016) was een Nederlands bankier.

## Biografie
Stheeman werd geboren als telg uit het patriciërsgeslacht Stheeman. Hij was de zoon van mr. Alidius Warmoldus Lambertus Talma Stheeman (1890-1970), directeur van een van de voorlopers van Unilever, en Helena Emilie Hijmans (1895-1993); hij werd vernoemd naar zijn grootvader van moederszijde. In 1953 behaalde hij te Amsterdam zijn kandidaatsexamen rechten, in 1955 zijn doctoraal aan de Universiteit van Amsterdam.
Na zijn studie ging Stheeman in 1955 bij de rechtsvoorgangers van AMRO Bank ging werken. Daarna werd hij directiesecretaris van de Amsterdamsche Bank. Per 7 mei werd hij benoemd tot directeur van het Rotterdamse bijkantoor van die bank. In 1968 was hij directeur consumptief krediet bij de rechtsopvolger, de AMRO Bank; hij voorspelde toen een toename van dat consumptief krediet vanwege de toenemende welvaart, ondanks kritiek die op die kredietverstrekkers werd geleverd.
In 1970 was hij directeur van Mahuko (Maatschappij voor Huurkoop), de investeringsmaatschappij en dochteronderneming van AMRO, later werd hij directeur commerciële ontwikkeling bij AMRO. Hij was toen tevens secretaris van het bestuur van het Bureau Krediet Registratie. In 1972 werd hij benoemd tot lid van de Raad van Bestuur van de bank. In die laatste hoedanigheid sprak hij zich regelmatig openlijk uit over de gevolgen van bijvoorbeeld muntkoersschommelingen op inflatie en export en over beursintroducties.
In 1977 moest hij zich verdedigen tegen het niet tijdig op de hoogte zijn van het handelen van de Antwerpse diamantair Charles Lewis wiens faillissement door de eerdere kredietverstrekking door de bank die laatste een flinke financiële kostenpost bezorgde, iets waarvoor hij in zijn functie verantwoordelijk gesteld werd. In 1978 stelde hij na meer dan 20 jaar bij de bank te hebben gewerkt zijn zetel in de Raad van Bestuur ter beschikking wegens verschil van inzicht over het beleid en strategie van de bank en hem werd per 1 maart 1979 ontslag verleend. Op 1 oktober 1979 trad hij aan bij de Zwitserse bank Cantrade waar de Nederlander G. van Riemsdijk president-commissaris was.
Stheeman overleed in Zwitserland in 2016 op 86-jarige leeftijd.

### Persoonlijk
In 1957 trouwde Stheeman met Daniela Eduarda Kessler (1939) met wie hij drie dochters kreeg.

## Nalatenschap
Stheeman liet enige voorwerpen van een van zijn grootmoeders na aan het museum Verhildersum. Het betrof twee schilderijen geschilderd door jhr. Jacobus Nicolaas Tjarda van Starkenborgh Stachouwer (1822-1895), landschapsschilder en oom van zijn grootmoeder jkvr. Aleida Warmoldina Lamberta Tjarda van Starkenborgh Stachouwer (1867-1950), en een 18e-eeuws buffetkast: de familie van zijn grootmoeder, Tjarda van Starkenborgh die in 2000 was uitgestorven, heeft de borg Verhildersum lange tijd bewoond.